# Antarcticit
Antarcticit (auch Antarkticit) ist ein sehr selten vorkommendes Mineral aus der Mineralklasse der Halogenide. Es kristallisiert im trigonalen Kristallsystem mit der chemischen Zusammensetzung CaCl2 • 6 H2O, ist also chemisch gesehen ein wasserhaltiges Calciumchlorid. Das Mineral bildet Aggregate aus farblosen, nadelförmigen, bis zu 15 cm großen Kristallen.

## Besondere Eigenschaften
Das Mineral ist sehr hygroskopisch und löst sich leicht in Wasser.

## Etymologie und Geschichte

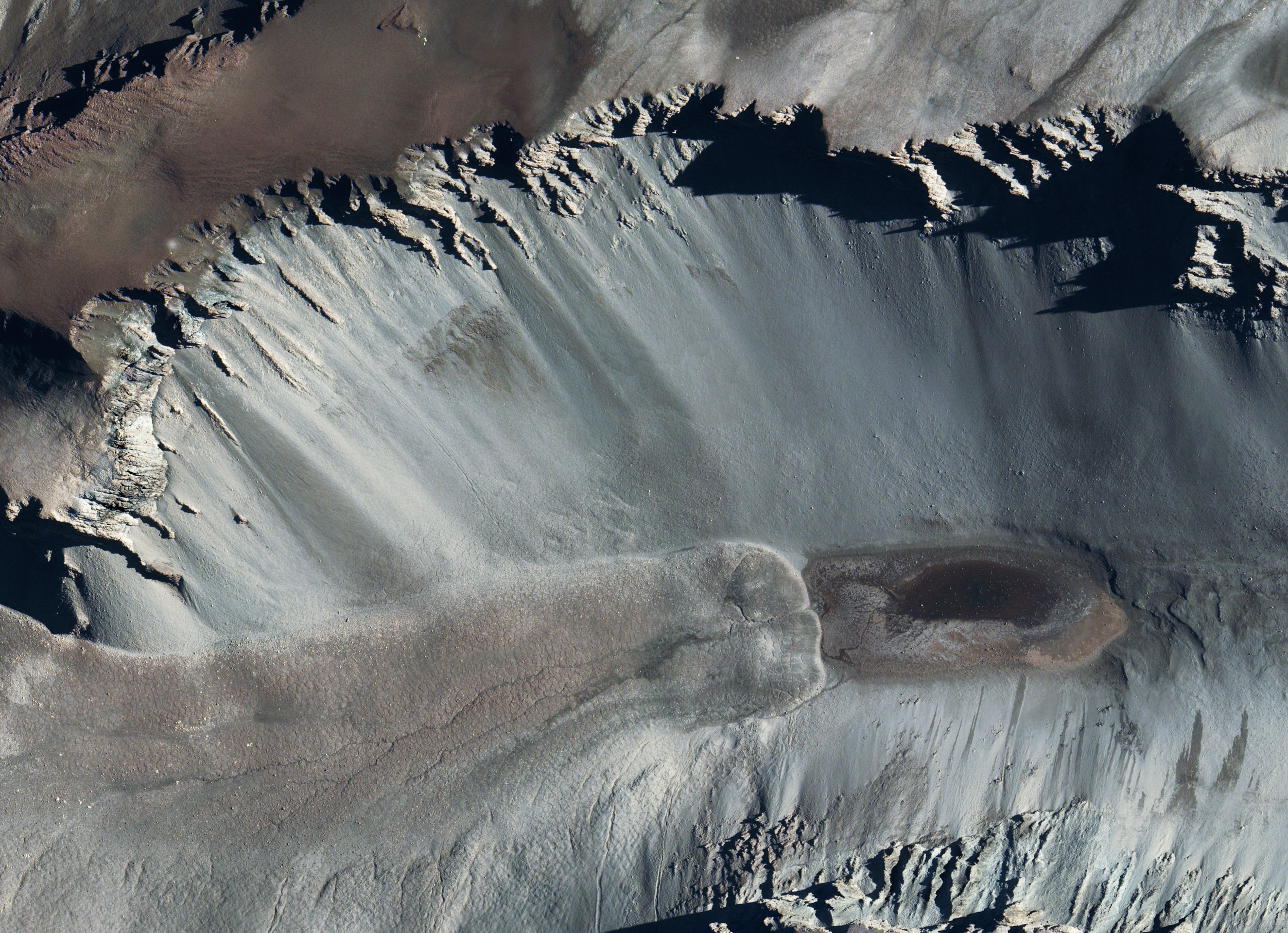
Satellitenfoto der Typlokalität

Das Mineral wurde erstmals am 30. Dezember 1963 von Tetsuri Torii in der Typlokalität, dem Don-Juan-See, einem 100 × 300 Meter großen, aber nur 10 cm tiefen, stark salzhaltigen See im Wright Valley im Viktorialand (Antarktis) gefunden. Es wurde nach dem Kontinent Antarktis, auf dem die Typlokalität liegt, benannt.

## Klassifikation
In der Systematik nach Strunz wird Antarcticit zu den einfachen Halogeniden gezählt. Nach der 8. Auflage bildet es dabei zusammen mit Bischofit, Eriochalcit, Hydrohalit, Nickelbischofit, Rokühnit und Sinjarit eine Gruppe. In der 9. Auflage bildet es eine eigene Untergruppe der einfachen, wasserhaltigen Halogenide mit einem Verhältnis von Metall zu Halogenid von 1:2.
In der Systematik nach Dana bildet es eine eigene Untergruppe der kristallwasserlosen und -haltigen Halogenide mit einem Verhältnis von Metall zu Halogenid von 1:2.

## Bildung und Fundorte
Antarcticit kristallisiert nur unter sehr trockenen Bedingungen aus stark salzhaltigen Lösungen aus. Entsprechend der Zusammensetzung des Minerals ist vor allem ein hoher Calcium- und Chloridanteil wichtig. So ist das Wasser des Don-Juan-Sees so stark salzhaltig, dass dieses auch im antarktischen Winter nicht gefriert. Weiterhin kann das Mineral im Übergang von Salz- zu Süßwasser in Blue Holes und als Einschluss in Quarz in mafischen Pegmatiten entstehen. Kristallisiert Antarcticit aus stark salzhaltigem Wasser aus, ist es mit Halit, Gips und Cölestin vergesellschaftet.
Vom sehr seltenen Mineral sind nur wenige Fundorte bekannt. Neben der Typlokalität fand man Antarcticit nur noch in der Mary Kathleen-Mine in Mount Isa (Australien), der zu den Bahamas gehörenden Insel North Andros Island, Preissac in der kanadischen Provinz Québec, Schelesnogorsk-Ilimski in Russland, der Driekop-Mine im Bushveld-Komplex (Südafrika) sowie dem Bristol Lake, einer Salztonebene im US-Bundesstaat Kalifornien.

## Kristallstruktur
Antarcticit kristallisiert im trigonalen Kristallsystem in der Raumgruppe P321 mit den Gitterparametern a = 7,89 Å und c = 3,95 Å sowie einer Formeleinheit pro Elementarzelle.